# 金牌監製
是一部2005年首映的美國歌舞片。此片改編自2001年的同名百老匯音樂劇，而這套音樂劇是根據1968年梅爾·布魯克斯的經典同名電影改編。

## 劇情
工作苦悶而且膽小的會計師 Leo Bloom（Matthew Broderick 飾）一直渴望成為百老匯的製作人，他的夢想終於在他遇到失意的金牌製作人 Max Bialystock（Nathan Lane 飾）時實現。Max 為了在百老匯賺錢，靈機一觸想到與 Bloom 聯手製作史上最爛的歌舞劇《Springtime for Hitler》。這齣鬧劇竟然大受歡迎，Max 錢又賺不到，最後還要坐牢。戲中有很多諷刺希特勒和百老匯的笑話。

## 角色
- 馬修·波特歷 - Leopold 'Leo' Bloom 原為一位會計師，夢想成為百老匯的製作人，與Bialystock結識後兩人合作製作音樂劇。
- Nathan Lane - Max Bialystock 瀕臨破產的百老匯製作人，企圖製作一部最爛的音樂劇扭轉局勢。
- 鄔瑪·舒曼 - Ulla 應徵進入Bialystock工作室的秘書，之後參與了音樂劇的演出。
- 威爾·法洛 - Franz Liebkind(德國納粹佬) 「希特勒的春天」劇本作者。二戰時曾為德軍，戰後為避免同盟國報復，在紐約過著隱姓埋名的生活。養著一群鴿子，心中仍期盼著德國能夠再次崛起。
- Gary Beach - Roger DeBris Bialystock稱其為百老匯最爛的導演。是名想像力豐富的同性戀。
- Roger Bart - Carmen Ghia 是Roger的貼身助理，情緒表現豐富，和Roger同樣是位同性戀。
- Eileen Essell - Hold Me-Touch Me
- Andrea Martin - Kiss Me-Feel Me
- 约翰·巴洛曼 - Lead Tenor Stormtrooper
- Jon Lovitz - Mr. Marks

## 經典歌曲
- We Can Do It
- I Wanna Be A Producer
- Keep It Gay
- Springtime for Hitler
- 'Til Him

## 外部連結
- 官方網站（英文）
- 台灣開眼電影網簡介 （页面存档备份，存于）（中文）
- 互联网电影数据库（IMDb）上《The Producers》的资料（英文）
- Box Office Mojo上《The Producers》的資料（英文）
- 爛番茄上《The Producers》的資料（英文）